# Ekur-zakir
Ekur-zakir war ein babylonischer Schreiber und Beschwörungspriester. Er galt als Begründer einer traditionsreichen Schreiberfamilie, die sich in Kolophonen zahlreicher astronomischer Texte auf ihn zurückführt.